# Форгач, Ференц
Ференц Форгач (венг. Forgách Ferenc; 1566, Эстергом, Османская Венгрия — 16 октября 1615, Сенткерест, Королевская Венгрия) — венгерский кардинал. Избранный епископ Веспрема с 22 декабря 1587 по 2 августа 1599. Епископ Нитры с 2 августа 1599 по 5 ноября 1607. Архиепископ Эстергома и примас Венгрии с 5 ноября 1607 по 16 октября 1615. Кардинал-священник с 10 декабря 1607.